# 海龙府
海龙府，中国清朝末年设立的一个府。
光绪二十八年（1902年）升海龙厅置，治所在今吉林省梅河口市东北海龙镇。辖境约当今吉林省梅河口、柳河、东丰、辽源等市县和辽宁省西丰县等地。宣统元年（1909年），拆分出輝南直隸廳。1913年，全国废府州厅改县，改置海龙县。 